# Göttinger Septuaginta-Unternehmen
Das Göttinger Septuaginta-Unternehmen war ein 1908 gegründetes und 2015 ausgelaufenes wissenschaftliches Institut der Akademie der Wissenschaften zu Göttingen. Seine Aufgabe war es, eine kritische Ausgabe der Septuaginta, der ersten Bibelübersetzung überhaupt, herauszugeben. Es wurde zuletzt im Akademienprogramm der Union der Akademie der Wissenschaften gefördert. Seit 2016 gab bzw. gibt es mehrere Nachfolgerprojekte.

## Geschichte
Die Septuaginta ist eine Übersetzung des hebräischen Alten Testaments ins Griechische aus dem 3./2. vorchristlichen Jahrhundert und die erste Bibelübersetzung überhaupt. Ihr kommt eine kaum zu überschätzende kultur- und geistesgeschichtliche Bedeutung zu. Deshalb regte bereits im 19. Jahrhundert der Göttinger Orientalist Paul de Lagarde an, eine kritische Textausgabe der Septuaginta zu erarbeiten. Die dazu nötige Sichtung und Erfassung aller erreichbaren griechischen Handschriften und weiteren Belegmaterials erfordert allerdings einen so großen logistischen und wissenschaftlichen Aufwand, dass Lagarde sein Vorhaben nicht umsetzen konnte.
Erst sein Schüler Alfred Rahlfs erreichte in Zusammenarbeit mit einer Reihe prominenter Wissenschaftler aus Göttingen, dass der preußische Staat die nötigen Ressourcen für ein solches Jahrhundertprojekt zur Verfügung stellte: 1908 wurde das Göttinger Septuaginta-Unternehmen als Einrichtung der Königlichen Gesellschaft der Wissenschaften zu Göttingen gegründet.
Bis Ostern 1934, ein Jahr vor seinem Tod, leitete Alfred Rahlfs das Unternehmen und schuf die Voraussetzungen für die Editionsarbeit: Fotografien der erreichbaren Handschriften wurden gesammelt und nummeriert (nach den von Rahlfs vergebenen Rahlfs-Sigeln); die verschiedenen Lesarten der Handschriften wurden verglichen und synoptisch dargestellt. Vor allen Dingen aber entwickelte Rahlfs ein tragfähiges und bis heute gültiges Editionskonzept (sowohl textkritisch als auch editionstechnisch). Um diese bis heute nicht abgeschlossene Arbeit bewältigen zu können, wurden am Septuaginta-Unternehmen mehrere Mitarbeiterstellen eingerichtet.
Noch unter der Leitung von Alfred Rahlfs gelang es dem Septuaginta-Unternehmen, den ersten Band der kritischen Ausgabe herauszubringen (Psalmi cum Odis). Nachdem absehbar war, dass sich die Erarbeitung der gesamten Septuaginta über einen langen Zeitraum erstrecken würde, gab Rahlfs 1935 auch eine auf den wichtigsten Majuskelhandschriften basierende Handausgabe der Septuaginta heraus, die bis heute ein Standardwerk ist.
Bis 2015 sind 24 Bände der kritischen Ausgabe und damit etwa 2/3 der Bücher der Septuaginta erschienen. Anders als von Rahlfs ursprünglich prognostiziert (er schätzte die Dauer der Editionsarbeit auf 30 Jahre), werden bis zur endgültigen Fertigstellung der Ausgabe noch Jahrzehnte vergehen, so dass das Gesamtprojekt weit über 100 Jahre in Anspruch nehmen wird. Dieser Zeitrahmen und damit auch die unerwartet lange Existenz des Göttinger Septuaginta-Unternehmens erklärt sich durch die Konzeption der Göttinger Ausgabe.
Ende 2015 lief die Förderung des Septuaginta-Unternehmens aus. Die Aufgaben gingen zunächst auf die „Kommission zur Edition und Erforschung der Septuaginta“ (2016–2019) und dann andere Nachfolgeprojekte über.

## Konzeption der Göttinger Ausgabe
Das wichtigste Anliegen der Göttinger kritischen Ausgabe ist es, den ursprünglichen Text der Septuaginta herzustellen und zu veröffentlichen. Die Septuaginta ist nicht im Original erhalten. Erhaltene Textzeugen sind einerseits griechische Bibelhandschriften, andererseits Tochterübersetzungen sowie Zitate in antiker Literatur. Deshalb erfordert die Herstellung des ursprünglichen Texts die Überprüfung all dieser Belege sowie die textkritische Analyse der in den verschiedenen Handschriften bezeugten Lesarten des Textes.
Die zweite Aufgabe der Göttinger Ausgabe besteht darin, in einem textkritischen Apparat alle relevanten, vom ursprünglichen Text abweichenden Lesarten zu dokumentieren und damit der wissenschaftlichen Öffentlichkeit zugänglich zu machen. Dabei wird nicht nur das griechische Handschriftenmaterial berücksichtigt, sondern auch Übersetzungen, die von der Septuaginta in andere Sprachen gemacht wurden (Tochterübersetzungen) sowie alle bekannten Zitate der Septuaginta in antiker Literatur.
Diese umfassende Dokumentationsaufgabe bedeutet für jeden herauszugebenden Band (identisch mit je einem biblischen Buch des Kanons der Septuaginta) einen enormen wissenschaftlichen Aufwand. Die Verantwortung für je einen Einzelband trägt dabei der jeweilige Herausgeber oder die Herausgeberin. In der Regel handelt es sich dabei um Alttestamentler.
Die Fülle des zu berücksichtigenden und zu dokumentierenden Materials erklärt die lange Dauer des Projekts. Im Jahr 2015 schied das Göttinger Septuaginta-Unternehmen aus dem Akademien-Programm aus. Eine Fortsetzung findet es seit 2020 in dem Langzeitprojekt „Die editio critica maior des griechischen Psalters“, das gleichfalls aus dem Akademien-Programm gefördert wird.

## Leitung und Ausstattung
Das Göttinger Septuaginta-Unternehmen wurde von einer Leitungskommission geleitet, die zuletzt aus folgenden Professoren gebildet war: die Alttestamentler Rudolf Smend, Reinhard Gregor Kratz, Hermann Spieckermann und Robert Hanhart, die Neutestamentler Eduard Lohse und Reinhard Feldmeier, der Patristiker Ekkehard Mühlenberg sowie der Klassische Philologe Heinz-Günther Nesselrath.
Vorsitzende der Leitungskommission
1. Eduard Schwartz (1908–1909)
2. Jacob Wackernagel (1909–1915)
3. Alfred Bertholet (1915–1928)
4. Walter Bauer (1928–1946)
5. Kurt Latte (1952–1956)
6. Joachim Jeremias (1956–1970)
7. Walther Zimmerli (1970–1979)
8. Rudolf Smend (1979–2001)
9. Reinhard Gregor Kratz (2001–2015, leitete 2016–2019 die Nachfolgekommission)

Seit seiner Gründung verfügte das Göttinger Septuaginta-Unternehmen über mehrere Stellen für wissenschaftliche Mitarbeiter und studentische Hilfskräfte. Sitz des Unternehmens war das ehemalige Wohnhaus Paul de Lagardes im Friedländer Weg in Göttingen; die Nachfolgekommission bleibt dort angesiedelt, teilt sich aber die Räumlichkeiten mit dem Akademievorhaben zur digitalen Gesamtedition des koptisch-sahidischen Alten Testaments. Das Septuaginta-Unternehmen verfügte über eine umfassende Fachbibliothek.

## Göttinger Septuaginta-Ausgaben
- Göttinger Akademie der Wissenschaften (Hrsg.): Vetus Testamentum Graecum auctoritate Academiae Scientiarum Gottingensis editum. Göttingen 1931ff. [Die Göttinger kritische Ausgabe der Septuaginta; bis 2015 sind 24 Bände erschienen.]
- Alfred Rahlfs (Hrsg.): Septuaginta, id est Vetus Testamentum Graece iuxta LXX interpretes. Stuttgart 1935, zahlreiche Neuauflagen, zuletzt Editio altera quam recognovit et emendavit Robert Hanhart, Stuttgart 2006. [Die Handausgabe der Septuaginta.]